# Parada (Bragance)
Pour les articles homonymes, voir Parada.
Parada fut une freguesia portugaise du concelho de Bragance, qui avait une superficie de 36,49 km² pour une population de 507 habitants (2011). Densité: 13,9 h/km².
Elle contient un village, Paredes.
Elle disparut en 2013, dans l'action d'une réforme administrative nationale, ayant fusionné avec la freguesia de Faílde, pour former une nouvelle freguesia nommée União das Freguesias de Parada e Faílde.

## Patrimoine
- Castro de Ciragata ou Cidadelhe